# Chrystia Freeland
Christina Alexandra Freeland (Peace River, Alberta, 2 de agosto de 1968), conocida como Chrystia Freeland, es una escritora, periodista y política canadiense. Miembro del Parlamento de Canadá, fue vice primera ministra de 2019 a 2024, ministra de Finanzas de 2020 a 2024 y ministra de Asuntos Exteriores de 2017 a 2019.
Trabajó como editora en los periódicos Financial Times, The Globe and Mail y Thomson Reuters, donde fue además directora gestora antes de anunciar su intención de competir por un escaño al Parlamento canadiense por el Partido Liberal en una elección parcial para reemplazar a Bob Rae. Después de ganar en la interna del partido el 15 de septiembre de 2013, fue elegida como representante parlamentaria el 25 de noviembre de 2013 también en una elección parcial realizada en la circunscripción de Toronto Central. 
Se sumó al gabinete de Justin Trudeau como ministra de Comercio Internacional el 4 de noviembre de 2015. Ese mismo mes fue nombrada como una de los 50 personas más influyentes de Toronto por la revista de Toronto Life.

## Biografía

### Primeros años y familia
Freeland nació en Peace River, Alberta. Su padre, Donald Freeland, era un granjero y abogado, miembro del Partido Liberal de Canadá; y su madre, Halyna (Chomiak) Freeland, de ascendencia ucraniana (1946–2007), era también una abogada quien una vez compitió en una elección local a la Asamblea Legislativa de Alberta, representando el Nuevo Partido Democrático.
Asistió al Colegio del Mundo Unido del Adriático en Italia. Realizó una licenciatura en arte, literatura e historia rusas de la Universidad de Harvard y tiene una maestría en estudios eslavos de la St Antony's College, Oxford, realizada en 1993 con una beca Rhodes.

### Carrera periodística
Empezó su carrera periodística como escritora libre para el Financial Times, The Washington Post y The Economist mientras vivía en Ucrania. También trabajó para el Financial Times en Londres como editora y como corresponsal del mismo periódico cubriendo Europa Oriental desde Moscú.
De 1999 a 2001 fue editora del The Globe and Mail, donde también fue columnista semanal. Luego trabajó como directora general y editora de noticias para el consumidor en Thomson Reuters. Anteriormente fue editora de Thomson Reuters Digital, cargo que ocupó desde abril de 2011. Antes de eso, era editora global de noticias de la agencia Reuters desde marzo de 2010.

### Publicaciones
Es autora de Sale of the Century, un libro publicado en el año 2000 sobre la transición de Rusia desde el comunismo hacia el capitalismo y Plutocrats: The Rise of the New Global Super-Rich and the Fall of Everyone Else en el 2012. Plutocrats fue un best-seller del New York Times que ganó el Premio Lionel Gelber en 2013 por reportar fielmente sobre asuntos extranjeros.

### Carrera política

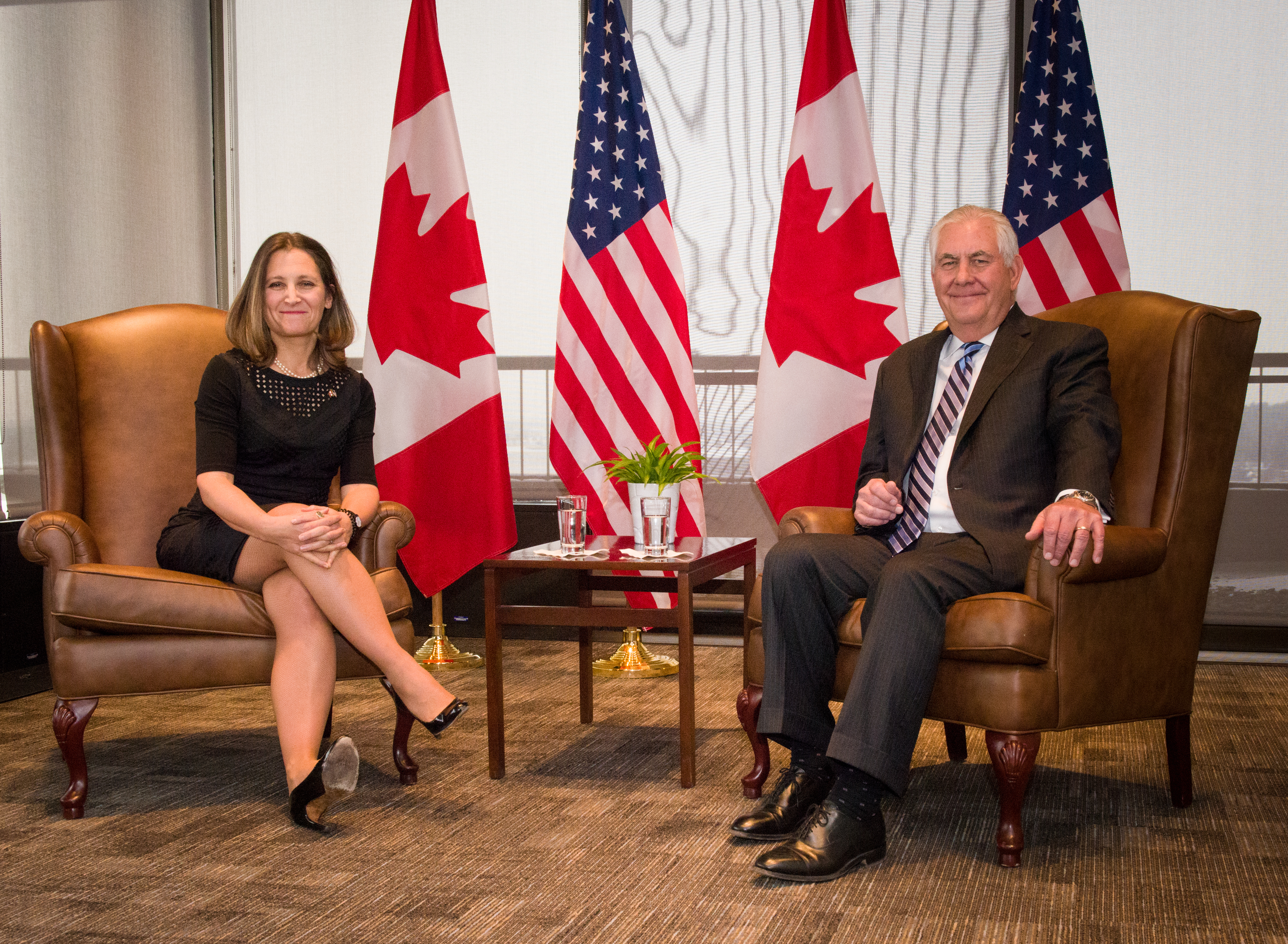
Freeland con Rex Tillerson en Ottawa en diciembre de 2017.

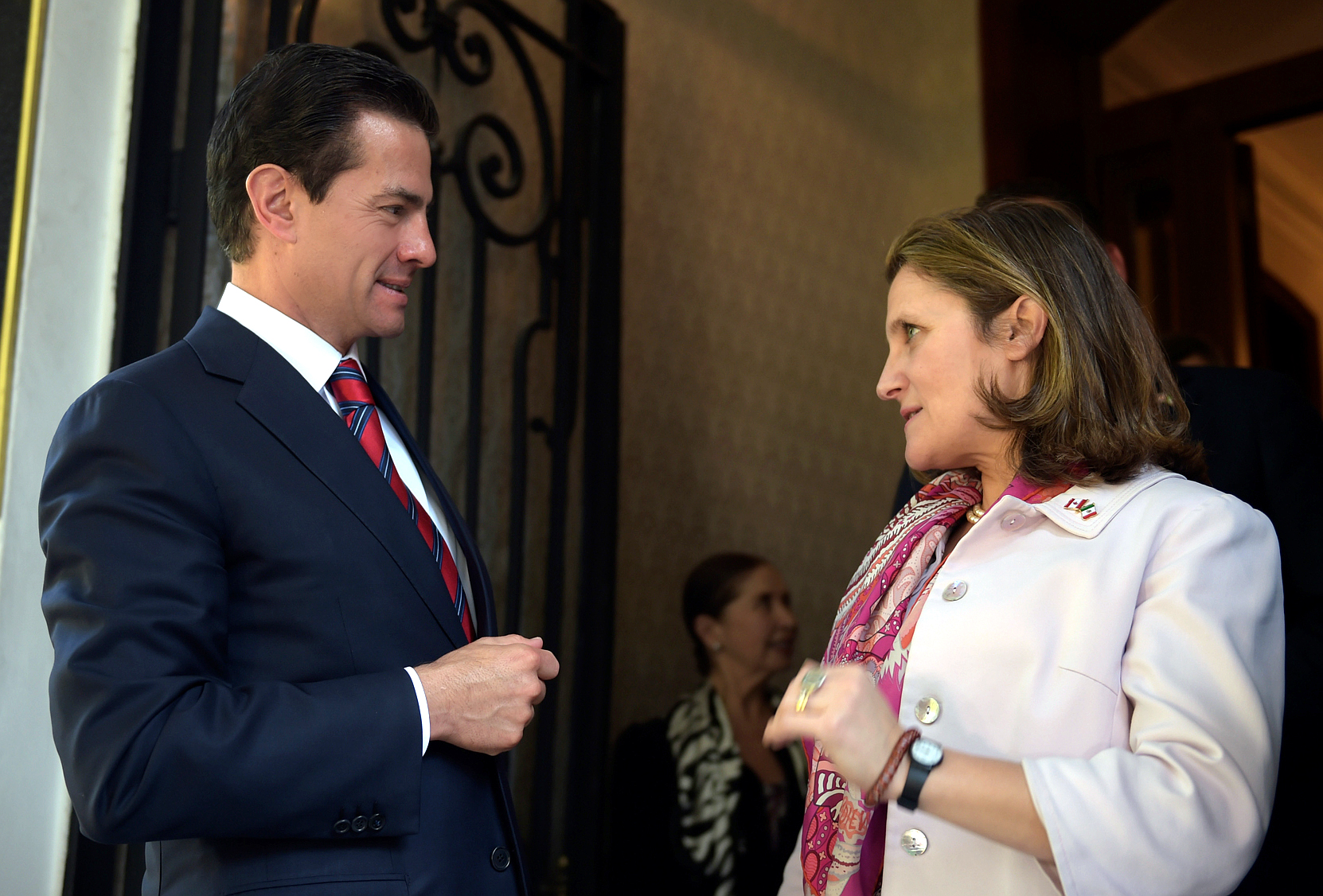
Freeland con Enrique Peña Nieto en México en febrero de 2018.

El 26 de julio de 2013 dejó el periodismo para introducirse en la política canadiense como candidata del Partido Liberal en una elección parcial al Parlamento por la circunscripción de Toronto Central. Ganó la elección el 25 de septiembre de ese año, con el 49 % de los votos. Durante la campaña recibió críticas para adquirir una casa de 1,3 millones de dólares, a pesar de que el precio era compatible con los de distintas viviendas de Toronto.
Durante la crisis de Crimea, en marzo de 2014, fue una de las trece personas canadienses que fueron vetadas de viajar a Rusia debido a su supuesto pasado fascista, según informaba el régimen ruso, y por las sanciones impuestas por Vladímir Putin.
En las elecciones federales de 2015, renovó su permanencia en el Parlamento, obteniendo una banca por la circunscripción de University-Rosedale, creada en 2012 tras una modificación de los distritos electorales de Toronto.

#### Ministra de Comercio Internacional
El 4 de noviembre de 2015, el primer ministro Justin Trudeau la designó como Ministra de Comercio Internacional. En el cargo, estuvo implicada en las negociaciones para la firma el Acuerdo Integral de Economía y Comercio con la Unión Europea.

#### Ministra de Asuntos Exteriores
En un reajuste del gabinete el 10 de enero de 2017, Freeland fue nombrada como Ministra de Asuntos Exteriores de Canadá, reemplazando a Stéphane Dion. El 6 de marzo de 2017, junto con el ministro de Defensa Harjit Sajjan, anunció que la misión militar canadiense en Ucrania sería extendida hasta marzo de 2019, manteniendo los 200 soldados anteriormente enviados por el gobierno de Harper.
En agosto de 2017 firmó la Declaración de Lima, que creó el Grupo de Lima para tratar la crisis en Venezuela, desempeñándose como su vicepresidenta.
El 2 de agosto de 2018, emitió una declaración a través de Twitter expresando la preocupación de Canadá por el arresto de Samar Badawi, una activista de derechos humanos y hermana del bloguero saudí Raif Badawi, abogando por su liberación. En respuesta a las críticas de Canadá, Arabia Saudita expulsó al embajador canadiense y congeló el comercio bilateral. Freeland solicitó la ayuda de aliados como Alemania, Suecia, los Emiratos Árabes Unidos y el Reino Unido.
En septiembre de 2018, mencionó los «campos de reeducación» de Xinjiang y los abusos de los derechos humanos contra la minoría musulmana uigur en una reunión con el ministro de Relaciones Exteriores de China, Wang Yi.
En enero de 2019, a solicitud de la Oficina del Alto Comisionado de las Naciones Unidas para los Refugiados, Canadá otorgó asilo a un adolescente saudita de 18 años, Rahaf Mohammed, quien huía de su familia abusiva en Kuwait; Freeland saludó personalmente a Rahaf Mohammed en el Aeropuerto Internacional Toronto Pearson.
Ese mismo mes, en el marco de la crisis presidencial de Venezuela de 2019; condenó a Nicolás Maduro, considerando que «había tomado el poder a través de elecciones fraudulentas y antidemocráticas». Días más tarde, el 23 de enero, desde Davos (Suiza) anunció que el gobierno canadiense reconocía a Juan Guaidó como presidente interino de Venezuela. El 4 de febrero, tras una reunión del Grupo de Lima en Ottawa, y junto a su par peruano Néstor Popolizio, anunciaron la incorporación del gobierno de Guaidó como miembro de dicho Grupo.
Expresó su apoyo a las protestas en Hong Kong. En octubre de 2019, condenó la ofensiva turca en el noreste de Siria.

#### Vice primera ministra y Ministra de Asuntos Intergubernamentales
Después de las elecciones federales canadienses de 2019, Trudeau reorganizó el gabinete y Freeland fue ascendida a vice primera ministra y ministra de Asuntos Intergubernamentales.